# Seth Rollins
Seth Rollins, właśc. Colby Daniel Lopez (ur. 28 maja 1986 w Buffalo) – amerykański wrestler, występujący obecnie w WWE.
8 sierpnia 2010 podpisał kontrakt z World Wrestling Entertainment, a we wrześniu zadebiutował w federacji rozwojowej Florida Championship Wrestling. 14 września 2010 Colby zadebiutował w głównym rosterze WWE jako Tyler Black podczas Smackdown pokonując Trenta Barretę. W czerwcu 2012 dołączył do NXT, gdzie występował jako Seth Rollins. 18 listopada 2012 roku na Survivor Series razem z Deanem Ambrosem i Romanem Reignsem ponownie pojawił się w głównym rosterze, gdzie zaatakował Rybacka. Razem z Ambrose'em i Reignsem utworzył grupę The Shield, która istniała do 2 czerwca 2014 roku, gdy Rollins opuścił grupę i dołączył do The Authority. W czerwcu 2014 zdobył walizkę Money in the Bank, którą wykorzystał na Wrestlemanii 31 i został mistrzem wagi ciężkiej WWE. 4 listopada 2015 roku doznał kontuzji nogi podczas walki z Kane'em, przez co musiał zwakować pas. Powrócił 22 maja na Extreme Rules, gdzie zaatakował Romana Reignsa i wysłał mu wiadomość, że chce walczyć o WWE World Heavyweight Championship. Na Money in the Bank Seth Rollins pokonał Romana Reignsa i zdobył WWE World Heavyweight Championship. Chwilę później stracił tytuł na rzecz nowego Mr. Money in the Bank, Deana Ambrosa, który zaatakował go walizką Money in the Bank i wykonał Dirty Deeds oraz zrealizował na Rollinsie kontrakt Money in the Bank. Seth Rollins ostatecznie stracił tytuł mistrzowski.
Seth Rollins odzyskał tytuł 12 sierpnia 2019 na gali SummerSlam. 19 sierpnia 2019 na RAW razem z Braun Strowman pokonali OC i stali się mistrzami Tag team.
Jest zaręczony z Becky Lynch z którą ma córkę Roux urodzoną 4 grudnia 2020r.

## Kariera

### Wczesna kariera (2003-2007)
Colby Lopez, jako Gixx zadebiutował w 2003 roku, w Scott County Wrestling (SCW). Pracował on także dla IWA Mid-South Ian Rotten i wszedł do Ted Petty Invitational tournament, pokonując Sala Thomasellego, zanim został wyeliminowany przez Matta Sydala w ćwierćfinale, w Hammond, w stanie Indiana, w dniu 23 września 2005 roku. Seth wygrał SCW Heavyweight Championship i przemalował pas mistrzowski lakierem na kolor czarny z okazji "The Black Era" w SCW. Później, Seth Rollins zdobył także pas IWA Mid-South Heavyweight Championship. Wkrótce Colby Lopez dołączył do NWA Midwest wygrywając mistrzostwa tag teamowe z Markiem Brave'em. Dwa razy, na początku 2006 roku, obronili oni sukcesywnie pasy przeciwko Ryanowi Bozowi i Danny'emu Danielsowi, Brettowi Wayne’owi i Hype'mu Gottiemu oraz Jaysonowi Reignowi i Marcowi Cordova. W 2006 roku, Seth Rollins pojawił się jako fan na WrestleManii 22. Colby na krótko zawitał też do Total Nonstop Action (TNA), gdzie połączył siły z Jeffem Luxonem. Przegrali oni jednak z Latin Anerican Xchange (Homicide'em i Hernandezem) na Impactcie, w październiku 2006 roku.

### Full Impact Pro/Pro Wrestling Guerrilla
25 maja 2007 podczas walki z Full Impact Pro (FPI) Tag Team Championami The Briscoes w Melbourne, na Florydzie, tag team partner Tylera, Marek Brave doznał kontuzji pleców, pauzował przez kilka tygodni, zanim przeszedł na emeryturę. Marek Brave wrócił do walczenia w 2012. Tymczasem, Seth rozpoczął karierę single'ową, konkurując w Pro Wrestling Guerrilla (PWG), gdzie pokonał Joeya Ryana 10 czerwca i byłego mentora Danny'ego Danielsa na Point of No Return'07 16 czerwca. Colby w PWG w dniu 6 lipca 2008 r. rozpoczął współpracę z Jacobsem, zdobyli oni pasy PWG World Tag Team Championship pokonując Rodericka Stronga i El Generico, który zastąpił Jacka Evansa. Na evencie FIP dnia 20 grudnia 2008, Tyler pokonał Go Shiozakiego wygrywając tym samym FIP World Heavyweight Championship. Na evencie FIP w dniu 2 maja 2009, Davey Richards otrzymał pas FIP World Heavyweight Championship przez walkower, gdyż Seth nie był w stanie walczyć.

### Ring of Honor (2007-2010)
Na tapingu gali PPV Ring of Honor (ROH) Man Up we wrześniu 2007 roku, zadebiutował Tyler Black. Zadebiutowali także Jimmy Jacobs i Necro Butcher. Doszło wtedy do ataku trzech członków Briscoe Brothers, Jay Briscoe tej samej nocy brał udział w Ladder Matchu. Jacobs ogłosił, że ich trójka będzie się nazywać The Age of the Fall. Widowisko to było tak kontrowersyjne, że ROH postanowiło usunąć nagranie z PPV. Materiał jednak został przywrócony na prośbę fanów. Materiał znalazł się na ROH Videowire 15 września. Później, Tyler Black skonfrontował się z Jackiem Evansem w walce, która zakończyła się, gdy Jacobs i Necro zainterweniowali, a The Irish Airborne przybiegło na pomoc Evansowi. Six-Man Tag Team Match pomiędzy Age of the Fall a Jackiem Evansem i The Irish Airborn zakończył się no contestem, gdy Necro Butcher zaatakował sędziego. Seth współpracując z Jimmym Jacobsem i Necro Butcherem zawalczył przeciwko Vulture Squadowi (Jackowi Evansowi i Ruckusowi) w kilku Handicap Matchach na początku października. Tyler Black wraz z Thw Age of the Fall walczył przeciwko Jackowi Evansowi, Ruckusowi i Jigsawowi w Six-Man Tag Team Matchu na Glory by Honor VI Night 1 1 listopada. Następnej nocy, Colby pokonał Alexa "Sugarfoot" Payne'a, ale po pojedynku został zaatakowany przez Briscoes. Tyler pojawił się z The Age of the Fall w walce przeciwko The Briscoes w Main Evencie. Na Final Battle 2007, Black i Jacobs pokonali Briscoes i wygrali ROH World Tag Team Championship. Przegrali tytuły miesiąc później 26 stycznia, na rzecz No Remorse Corps (Daveya Richardsa i Rocky'ego Romero) w Ultimate Endurance Matchu także z udziałem The Hangmen 3 (Benta Albrighta i BJ-a Wihtmera) oraz zespołu złożonego z Austina Ariesa i Bryana Danielsona. Na Take No Prisoners, szóstym PPV ROH, Tyler Black wyzwał Nigela McGuinnessa na walkę o pas ROH World Championship, jednak w rezultacie przegrał. Na Up For Gabs, Black i Jacobs wygrali ośmiozespołowy turniej, tym samym po raz drugi zostając ROH World Tag Team Championami. Stracili oni tytuły na rzecz Kevina Steena i El Generico.
Seth Rollins miał drugą szansę na zdobycie ROH World Championship na Death Before Dishonor VI w Nowym Jorku, kiedy skonfrontował się on z McGuinnessem, Danielsonem, Claudio Castagnoli w Three-Way Matchu, McGuinness zachował pas. Na Final Battle 2008, Black przegrał w #1 Contender Matchu z Austinem Ariesem. Po starciu, Jacobs obrócił się przeciwko Tylerowi, a zaatakował go jeszcze Aries. 16 stycznia na Full Circle, Black wziął udział w Non-Title Matchu z ROH World Championem Nigelem McGuinnessem. Colby pokonał ówczesnego mistrza. Następnej nocy, pretendent do pasa Austin Aries odmówił konfrontacji z Nigelem McGuinnessem, więc zawalczył z nim Tyler Black. Sethowi nie udało się zdobyć pasa, gdyż walka zakończyła się remisem. 26 czerwca Tyler Black pokonał w klatce Jimmy'ego Jacobsa, tym samym kończąc z nim spór.

### ROH World Champion (2009-2010)
We wrześniu 2009 roku Seth miał operację szyi. 10 października Tyler pokonał Kenny'ego Kinga w pierwszej rundzie 2009 Survival of the Fittest tournament. W następnych rundach pokonał Claudio Castagnolego, Colta Cabanę, Deliriousa, Chrisa Hero i Rodericka Stronga. Te zwycięstwa dały mu walkę o pas ROH World Championship. 19 grudnia na Final Battle 2009, pierwszej gali ROH live, Black zremisował w 60 minut w walce przeciwko ROH World Championowi Austinowi Ariesowi. Z powodu remisu, komisarz ROH Jim Cornette zabookował tych zawodników w rewanżu, 13 lutego 2010. W razie gdyby znowu doszło do remisu, Jim ustanowił jury, które zadecydowałoby, który zawodnik był lepszy. Black sięgnął wtedy po pas ROH World Championship, po przypięciu Austina Ariesa. 3 kwietnia na The Big Bang! Black obronił tytuł w three-way elimination matchu przeciwko Austinowi Ariesowi i Roderickowi Strongowi. Colby zachował pas także podczas następnej gali ROH PPV, Death Before. Pokonał on tam Daveya Richardsa. Podczas tapingów ROH 20 sierpnia Black przeszedł heel turn po tym, jak doszło do przecieków, że jakoby miałby podpisać kontakt z World Wrestling Entertainment. Seth groził, że weźmie pas ROH do WWE, a także odmówił postawienia go na szali w walce przeciwko Daveyemu Richardsowi w dniu 28 sierpnia. 11 września na Glory by Honor IX Black przegrał ROH World Championship na rzecz Rodericka Stronga w No Disqualification Matchu, w którym sędzią specjalnym był Terry Funk. Była to ostatnia walka Setha dla Ring of Honor.

### World Wrestling Entertainment (2010-obecnie)

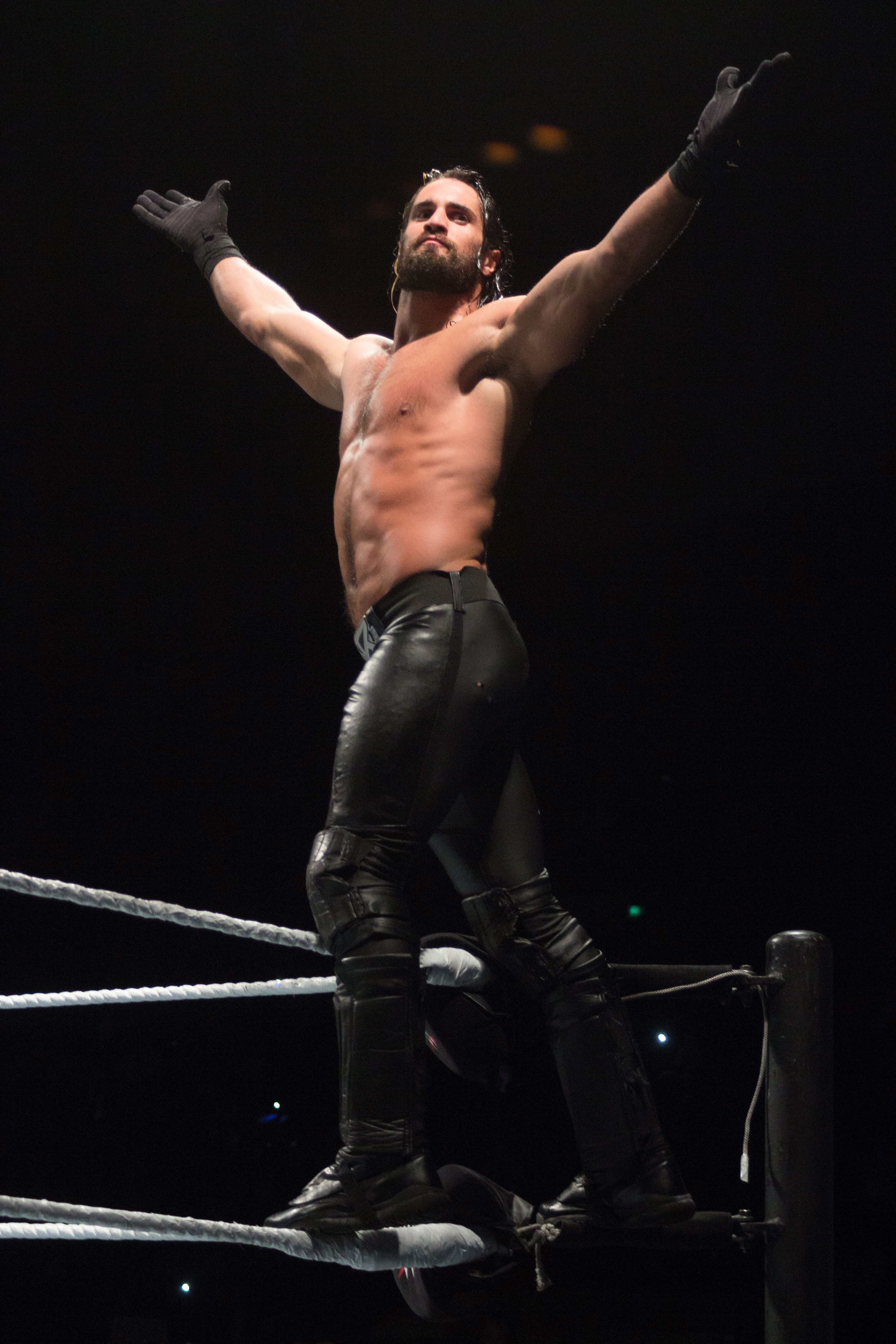
Seth w 2015 roku

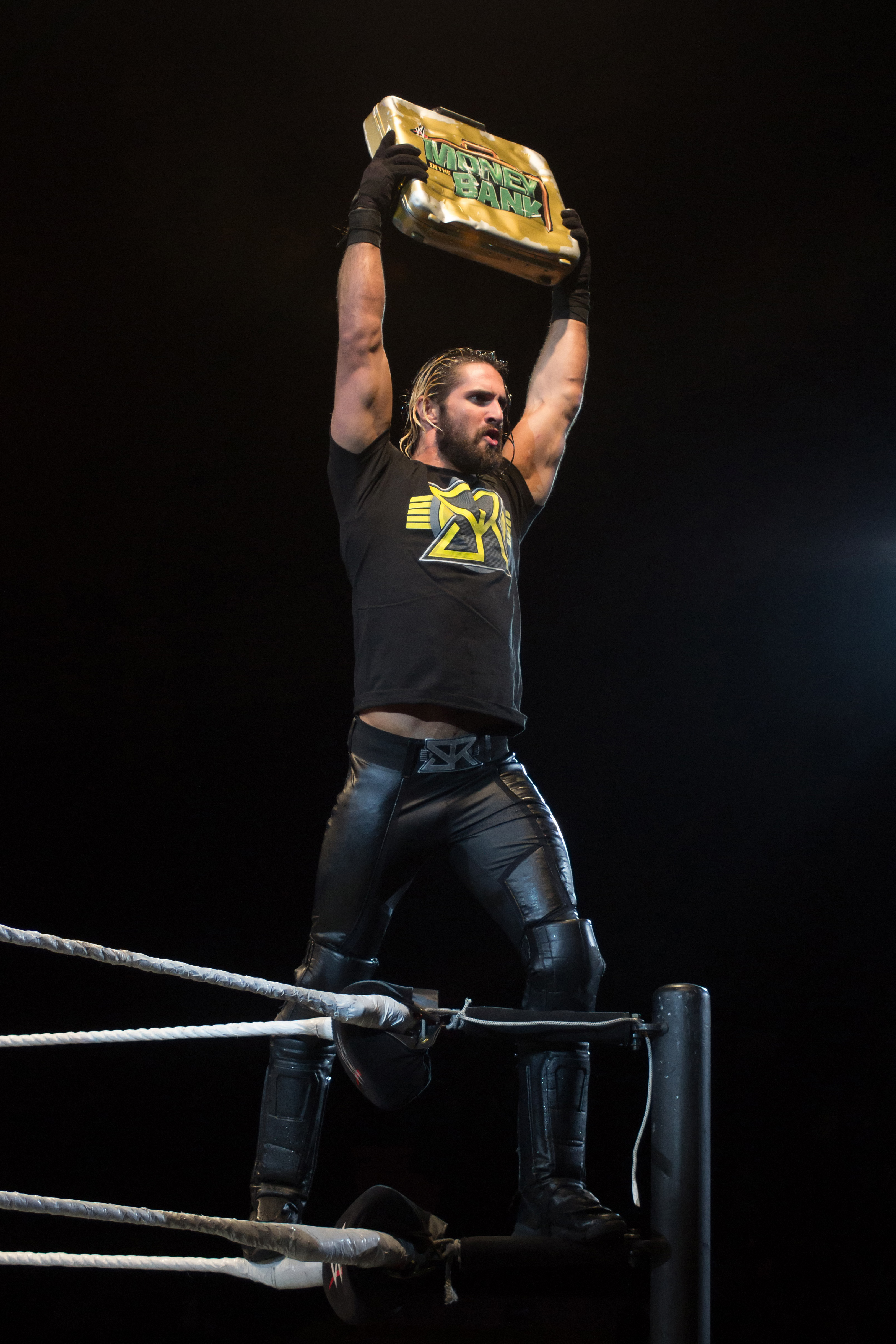
Zwycięzca Money in the Bank 2014

W dniu 8 sierpnia 2010 roku Seth podpisał kontrakt rozwojowy z Florida Championship Wrestling. Miał też propozycje od TNA, jednak Evan Bourne (Matt Sydal) namówił go do dołączenia do WWE. W dark matchu SmackDown 14 września Colby zadebiutował w walce, której pokonał Trenta Barretę. W FCW zadebiutował natomiast 30 września. Przegrał z Michaelem McGillicuttym. 4 listopada Seth zmierzył się z Hunico w 15-minutowym Iron Man Matchu, który zakończył się remisem 1-1. Rollins oraz Hunico, Richie Steamboat i Jinder Mahal wzięli udział w FCW 15 Jack Brisco Classic tournament. Seth zakwalifikował się do finału turnieju 13 stycznia 2011, gdzie pokonał Hunico, zostając pierwszym FCW 15 Championem. 25 marca wraz z Richiem Steamboat wygrał tytuły Tag Team, jednak nie na długo, gdyż krótko po tym je stracili. Następnie Seth rozpoczął feud z Deanem Ambrose'em. Ich pierwsza walka odbyła się w 15-minutowym Iron Man Matchu. Rollins zachował w tej walce pas z powodu braku decyzji. Za tydzień panowie ponownie się zmierzyli, jednak tym razem w 20-minutowym Iron Man Matchu. Wynik ponownie wyniósł 0:0. Kolejna walka zawodników dostała już 30 minut. Tym razem zatriumfował Seth po zwycięstwie 3:2. Deanowi udało się pokonać Rollinsa, jednak w turnieju o nazwie Super Eight, który miał wyłonić nowego posiadacza tytułu FCW World Heavyweight Championship. W finale, który był Fatal 4-Wayem zwyciężył Leo Kruger. 22 września Ambrose pozbawił Rollinsa pasa FCW 15, podczas gdy bronił go w walce przeciwko Damienowi Sandowowi. 

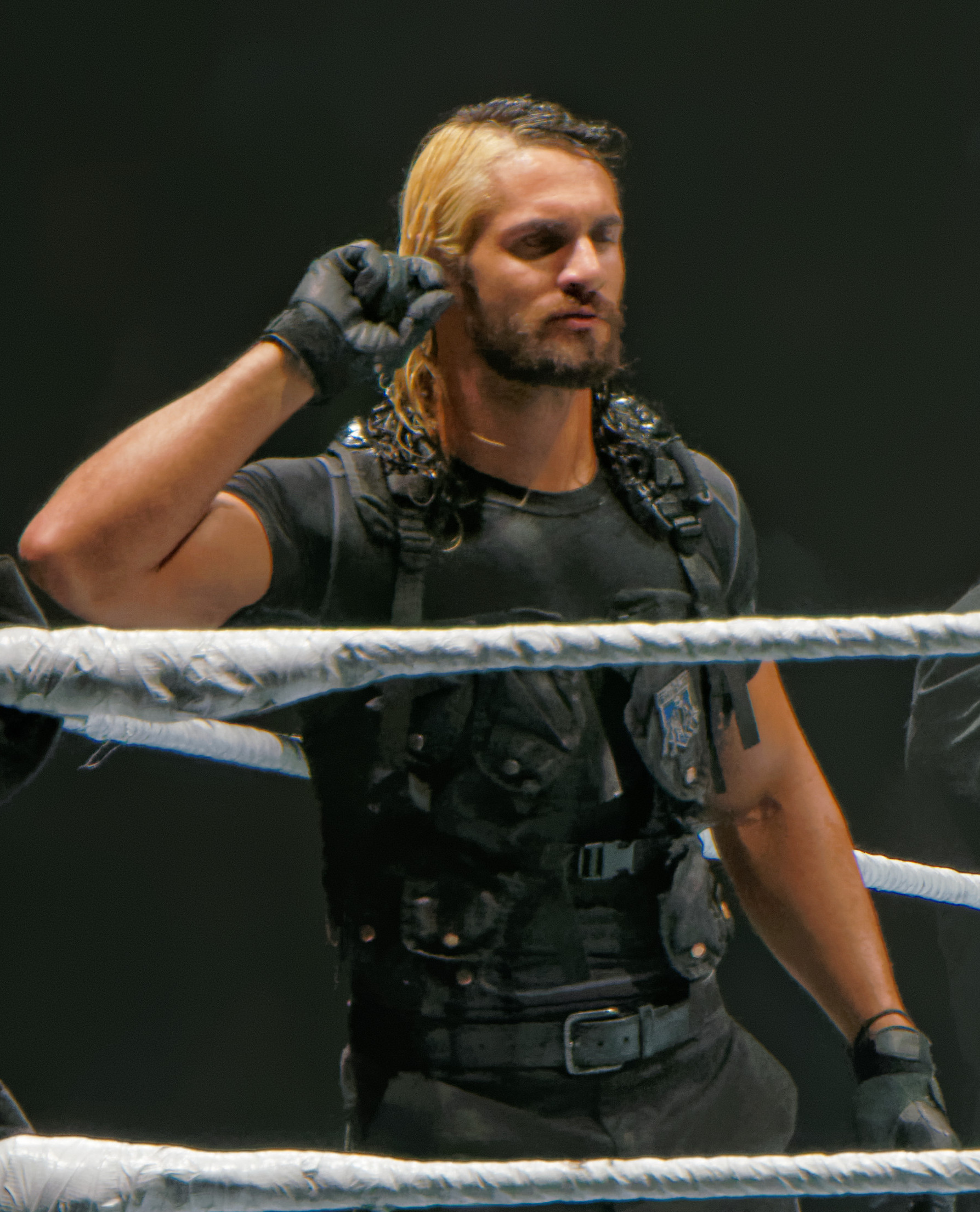
Seth w stroju grupy The Shield

Seth zadebiutował w telewizji podczas video, gdzie pracuje z Johnem Ceną na siłowni przed Elimination Chamber 2012. W dniu 23 lutego 2012 Seth Rollins pokonał Leo Krugera, dzięki czemu zdobył pas FCW Florida Heavyweight Championship. Seth zadebiutował w szóstym sezonie NXT, pokonał Jiro. Następnie Rollins 1 sierpnia został dodany do Gold Rush Tournament. W ćwierćfinale pokonał Drew McIntyre'a, a w półfinale Michaela McGillicutty'ego. 29 sierpnia na NXT (taping 26 sierpnia) Seth został pierwszym NXT Championem, pokonując w finale turnieju Jindera Mahala. 10 października obronił pas w walce przeciwko Michaelowi McGillicutty'emu. Podczas tapingów NXT 15 listopada Rollins przypiął Mahala po raz drugi broniąc pas NXT z sukcesem. Odcinek został wyemitowany 12 grudnia. W trakcie epizodu nakręconego 6 grudnia 2012 roku, a wyemitowanego 2 stycznia 2013 roku, Seth jako członek The Shield pokonał Coreya Gravesa; Rollins obronił pas po dyskwalifikacji, do której doprowadziła pozostała z trójki "braci". The Shield zastraszyło szatnię NXT. Na NXT 7 stycznia (odcinek nagrany tego samego dnia) w meczu bez dyskwalifikacji Big E Langston odebrał pas NXT Championship Sethowi Rollinsowi. Interwencję The Shield uniemożliwiła szatnia NXT. Później The Shield zaatakował Gravesa i Conora O-Briana w starciu o miano pretendenta. Graves rzucił wyzwanie The Shield, a Seth je przyjął. Zawodnicy zmierzyli się w Lumberjack Matchu. Seth wygrał walkę z pomocą The Shield, zakończając spór. 18 listopada 2012 Seth Rollins wraz z Deanem Ambrose'em i Romanem Reignsem zadebiutowali jako The Shield. Pojawili się oni na Survivor Series, gdzie zaatakowali Rybacka, pomagając obronić CM Punkowi pas WWE. Najeźdźcy z NXT uważali, że są w WWE po to, aby nieść sprawiedliwość. Na TLC 2012 The Shield zmierzyło się z Rybackiem i ówczesnymi Tag Team Championami Danielem Bryanem i Kane'em w Tables, Ladders & Chairs Matchu. Drużyna Rollinsa pokonała swoich przeciwników.
Podczas Elimination Chamber 2013 także zwyciężyli, tym razem przeciwko Johnowi Cenie, Rybackowi i Sheamusowi. Na następnym RAW The Shield odnieśli kolejne zwycięstwo w Six-Man Tag Team Matchu, z Rybackiem, Sheamusem i Chrisem Jericho. Sheamus następnie połączył siły z Randym Ortonem i Big Showem, wraz z którymi zmierzył się przeciwko The Shield na WrestleManii 29, jednak i tym razem "The Hounds of Justice" sobie poradzili. Na następnym epizodzie Monday Night RAW Seth, Dean i Roman zaatakowali The Undertakera, ale z pomocą przybiegli Daniel Bryan i Kane. 22 kwietnia doszło do walki The Shield vs. The Undertaker & Team Hell No, którą Tarcza także wygrała. 13 maja przegrali z Ceną, Kane'em i Bryanem przez DQ, co zakończyło ich streak zwycięstw w Six-Man Tag Team Matchach. 19 maja na Extreme Rules 2013 Rollins i Reigns pokonując Team Hell No w Tornado Tag Team Matchu wygrali pasy Tag Team. Dean Ambrose natomiast tego samego wieczoru został nowym United States Championem po walce z Kofim Kingstonem. 27 maja na Monday Night RAW Seth i Roman po raz pierwszy obronili pasy na wizji, w rewanżu przeciwko Bryanowi i Kane'owi. Podczas epizodu SmackDown 14 czerwca 2013 Randy Orton, Daniel Bryan i Kane przerwali streak Tarczy pod względem zwycięstw przez pin/submission w Six-Man Tag Team Matchach po tym, jak Setha poddał Bryan. Na WWE Payback 2013 Rollins i Reigns ponownie obronili tytuły, tym razem przeciwko Bryanowi i Ortonowi. Następnie członkowie The Shield sukcesywnie bronili pasy przeciwko The Usos w Pre-Show Matchu Money in the Bank 2013 oraz przeciwko The Prime Time Players na Night of Champions 2013.
W sierpniu The Shield rozpoczęło pracę dla The Authority. Na WWE Battleground, zwolnieni Cody Rhodes i Goldust pokonali Setha Rollinsa i Romana Reignsa w non-title matchu, co przywróciło do pracy ich i ich tatę, Dusty'ego Rhodesa. 15 października Seth i Roman stracili pasy Tag Team na rzecz Cody'ego i Goldusta w No Disqualification Matchu, po interwencji Big Showa. Na Hell in a Cell nie udało im się ponownie zdobyć pasów w Triple Threat Tag Team Matchu. Na Survivor Series 2013 w 5 vs. 5 Traditional Survivor Series Elimination Tag Team Matchu Seth odpadł jako ostatni ze swojej drużyny, a zwycięstwo dał Reigns. Pod koniec roku The Shield feudowało z CM Punkiem. Podczas TLC 2013 przegrali z Brooksem w Handicap Matchu, po tym gdy Reigns niechcący zaatakował Ambrose'a Spearem. Na Royal Rumble 2014 Seth wszedł do RR Matchu z numerem #2. Zdobył tam 3 eliminacje i wytrzymał w tym starciu 48 minut, co dało mu drugie miejsce pod względem czasu spędzonego w ringu w tej walce. Wyeliminował go Roman Reigns po nieporozumieniu pomiędzy członkami Tarczy. Następnej nocy na RAW The Shield przegrało przez DQ z Johnem Ceną, Danielem Bryanem i Sheamusem po interwencji The Wyatt Family. Stawką walki były 3 miejsca w Elimination Chamber Matchu o pas WWE World Heavyweight Championship. Na Elimination Chamber 2014 The Shield przegrało z Wyattami. 3 marca na RAW Tarcza ponownie przegrała starcie z The Wyatt Family, jednak tym razem po tym jak Seth opuścił walkę. Na SmackDown 7 marca Rollins pogodził się z Ambrose'em i Reignsem. Później członkowie The Shield przeszli face turn i rywalizowali z Kane'em i The New Age Outlaws, których pokonali na WrestleManii XXX.
The Shield po WM zaczęło feud z reaktywowanym Evolution w składzie Triple H, Randy Orton i Batista. Tarcza odniosła z nimi zwycięstwa na Extreme Rules i WWE Payback 2014. 2 czerwca na RAW Batista opuścił Evolution, co zmusiło Triple H do wykorzystania "planu B". Rollins zaatakował Ambrose'a i Reigns ponownie przechodząc heel turn i dołączając do Triple H. Seth rozpoczął feud z Deanem. 17 czerwca na WWE Main Event Seth jako pierwszy potwierdził swoją obecność w Money in the Bank Ladder Matchu o walizkę. 23 czerwca na RAW po wygranej Rollinsa z RVD, Ambrose'em zagroził byłemu członkowi The Shield interwencją w MitB Ladder Matchu. Triple H na prośbę Setha dodał Ambrose'a do walki z drabinami. Na Money in the Bank 2014 Seth zdjął walizkę Money in the Bank na pas WWE World Heavyweight Championship po tym jak Ambrose'a zaatakował Kane. Dean uniemożliwił cash-in na Johnie Cenie w trakcie jednego z następnych RAW. Na WWE Battleground 2014 Colby został zaatakowany przez Ambrose'a na zapleczu. W karcie tej gali była ich walka. Mr. Money in the Bank ogłosił, że wygrał przez walkower, po czym ponownie został zaatakowany przez byłego United States Championa. Do ataku doszło także na parkingu, jednak Sethowi udało się uciec samochodem. Na Night of Champions Seth zaatakował Johna Cenę w walce z Brockiem Lesnarem uniemożliwiając mu wygranie pasa mistrzowskiego WWE. Rollins znalazł się na celowniku Ambrose'a i Ceny którzy stoczyli walkę o kontrakt na Steel Cage Match na Hell in a Cell 2014. Walkę wygrał Dean Ambrose który przegrał w stalowej klatce po interwencji Braya Wayatta. Na Surivior Series stoczył tradycyjny pojedynek 5 na 5 (Team Cena Vs. Team Authority) który przegrał przypięty jako ostatni przez Dolpha Zigglera po interwencji i debiucie Stinga. Na Royal Rumble po przywróceniu Dyrekcji do władzy w WWE, Triple H ustalił pojedynek między Brockiem Lesnarem, Johnem Ceną i Sethem Rollinsem. Pojedynek wygrał Lesnar który przypiął Setha. Na WrestleManii 31 zrealizował kontrakt Money in the Bank (Który zdobył w "Ladder Matchu") czyniąc match o pas WWE wagi ciężkiej starciem trzech rywali. Po wykonaniu dwóch efektownych akcji przypiął słabszego Romana Reignsa wygrywając tytuł na największej Gali WWE w Roku.

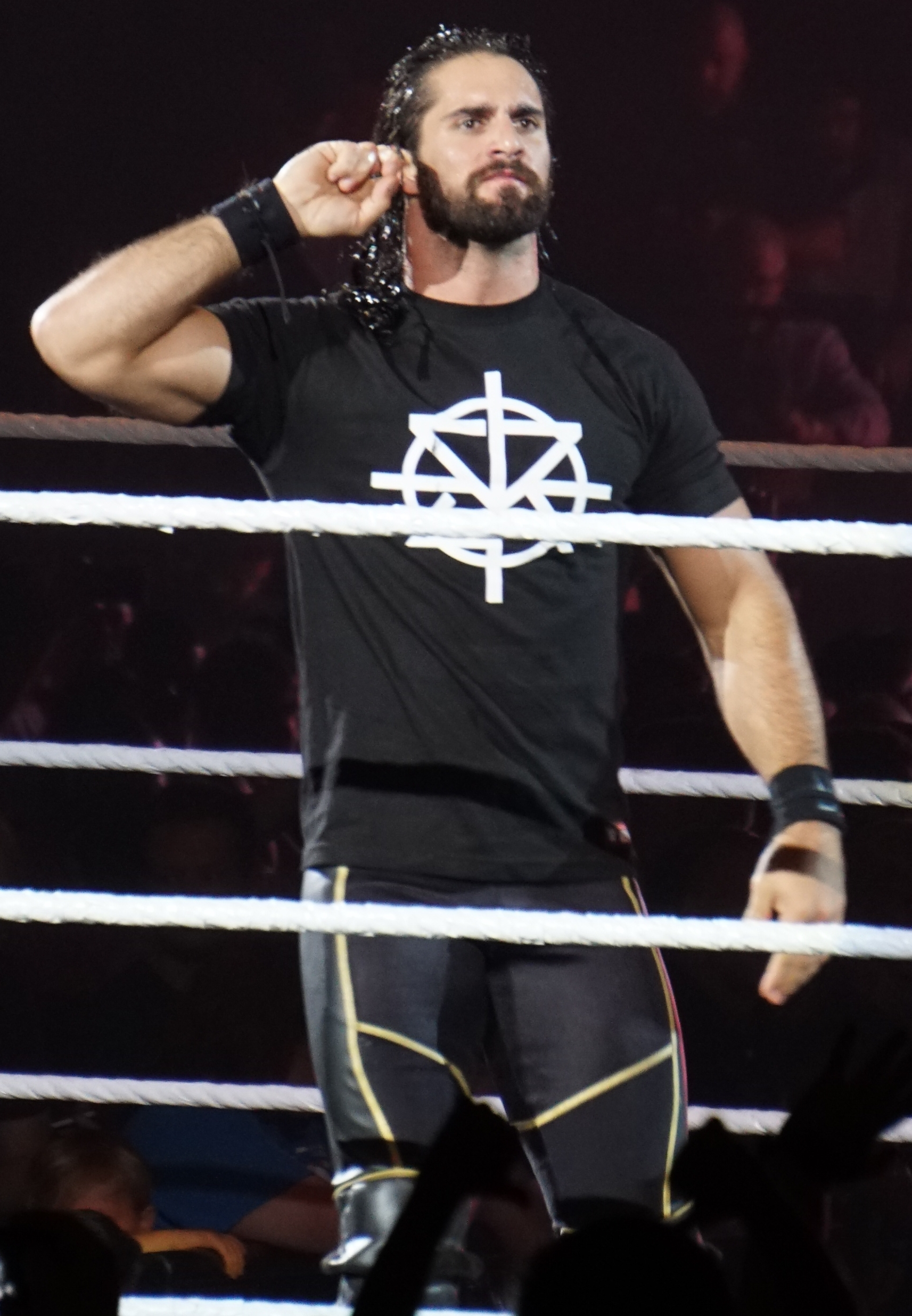
Seth Rollins (2016)

Na Extreme Rules 2015 obronił swój pas w "Steel Cage Matchu" z Randym Ortonem po interwencji Kane'a, od którego otrzymał Chokeslam. Na gali Payback doszło do starcia 4 rywali w Fatal-4-Wayu o pas mistrzowski WWE. Seth Rollins po raz kolejny obronił swój pas. Od tamtego czasu bronił pas mistrzowski na wszystkich galach, walcząc m.in. ze Stingiem, Johnem Ceną czy też Kane'em. Jednakże 4 listopada 2015 roku podczas walki w live evencie w Dublinie (Irlandia) Seth nabawił się kontuzji, m.in. zerwanie więzadeł krzyżowych, która wyklucza go z walk na 6 do 9 miesięcy. WWE ustaliło, że Seth musi zwakować pas. 22 Maja powrócił do WWE na gali Extreme Rules. Po Extreme Rules 2016 wplątał się w konflikt z Romanem Reignsem o pas mistrzowski WWE wagi ciężkiej. Na gali Money in The Bank 2016 wygrał walkę o pas, lecz po chwili na ring wszedł posiadacz walizki MITB – Dean Ambrose, atakując Setha od tyłu walizką, następnie rozpoczął się krótki pojedynek o mistrzostwo WWE wagi ciężkiej między Deanem Ambrose'em, a Sethem Rollinsem. Dean wykonując Dirty Deeds przypiął mistrza i zdobył mistrzostwo. 19 lipca 2016 roku podczas draftu na gali SmackDown został wybrany do brandu RAW. Na Summerslam przegrał z Finnem Bálorem w walce o Universal Championship. 29.08.2016 przegrał walkę o pas Universal Championship po interwencji Triple H, co skutkowało Turn Face Setha pierwszy raz od 2014 roku. Tydzień później rozpoczął rywalizację z Kevinem Owensem. Na Clash of Champions przegrał z Kevinem Owensem mecz ponownie o Universal Championship ze względu na ingerencję w walkę Chrisa Jericho, podobnie było na Hell in a Cell. Stephanie McMahon, komisarz RAW oraz Mick Foley, generalny menedżer RAW ustalili 5-osobowy skład drużyny RAW na galę Survivor Series na pojedynek z drużyną SmackDown LIVE. W jej skład wchodzili: Kevin Owens, Chris Jericho, Roman Reigns, Braun Strowman i Seth Rollins. Na gali PPV Seth został wyeliminowany przez Braya Wyatta, ostatecznie zwycięsko wyszła drużyna SmackDown. Na TLC pokonał Chrisa Jericho.
W 2017 roku nie wystąpił na Royal Rumble, ponieważ przegrał walkę na RAW z Samim Zaynem w walce – jeżeli Zayn pokona Rollinsa, ten drugi nie weźmie udziału na gali PPV, ponieważ jego uwagę zwrócił wejściowy motyw Triple H, który jednak się nie zjawił, co wykorzystał Sami, przypinając Rollinsa. 30 stycznia na RAW zaatakował go Samoa Joe, który ostatecznie skontuzjował Setha. HHH rzucił wyzwanie Sethowi na walkę na WM 33 jeśli pojawi się 27.03.2017 na WWE Raw, aby podpisać kontrakt. Na WM zwyciężył z Triple H. Na Payback zwyciężył z Samoa Joe. Następnej nocy przegrał mecz o miano pretendenta o pas Intercontinental Championship poprzez atak Samoa Joe. Na Extreme Rules wystąpił w Fatal 5 Way, gdzie stawką był mecz o pas Universal Championship z obecnym mistrzem Brockiem Lesnarem na gali WWE Great Balls of Fire, pojedynek wygrał Samoa Joe. Na następnej gali – Great Balls of Fire przegrał z Brayem Wyattem. Na tygodniówce RAW z 31 lipca pokonał Sheamusa, po czym Setha zaatakował Cesaro, tag team partner Irlandczyka. Z pomocą Rollinsowi przybiegł Dean Ambrose, lecz Szwajcar wykonał na nim Neutralizer. Tydzień później to Kingslayer pomógł Ambrose'owi, gdy został zaatakowany przez Cesaro i Sheamusa. Dean wyciągnął ku niemu znak braterstwa, wykonywany za czasów The Shield. Rollins jednak nie wyciągnął ku niemu ręki. 14 lipca Seth i Dean pogodzili się, co oznaczało, że na nadchodzącym Summerslam zawalczą z Sheamusem i Cesaro w walce o WWE RAW Tag Team Championship. Na Summerslam Seth i Ambrose pokonali Cesaro i Sheamusa, zdobywając WWE RAW Tag Team Championship.
Zjednoczenie The Shield (2017-2018)
9 października 2017 na gali Raw, Seth Rollins, Dean Ambrose i Roman Reigns zjednoczyli się po trzech latach. Głównym celem powrotu The Shield było pokonanie Miza i The Bar. Kurt Angle ustanowił walkę na TLC: Tables, Ladders & Chairs. Z jednej strony Rollins, Ambrose i zastępujący Reignsa – Angle, a z drugiej WWE Intercontinental Champion – The Miz, Kane, Braun Strowman, Cesaro i Sheamus. Zwycięstwo odnieśli Seth, Dean i Kurt. Kingslayer i Lunatic Fringe swoje mistrzostwa tag teamowe stracili na rzecz The Bar, gdy podczas listopadowego odcinka Raw, uwagę skierowali na wychodzących członków The New Day. Wykorzystał to Sheamus, wykonując na Sethie Brogue Kick i przypinając go. 13 listopada The Shield pokonało Miza, Cesaro i Sheamusa. Na Survivor Series członkowie Shield pokonali The New Day (Big E'go, Kofiego Kingstona i Xaviera Woodsa). 25 grudnia Seth Rollins i zastępujący Deana Ambrose'a (z powodu kontuzji barku) – Jason Jordan stoczyli pojedynek z Cesaro i Sheamusem o WWE Raw Tag Team Championship. Architect i Jason wygrali go, zdobywając WWE Raw Tag Team Championship. Seth stał się przy okazji 2-krotnym posiadaczem tego tytułu z dwoma różnymi zawodnikami. Rollins pomógł Jordanowi pokonać Cesaro na Raw 1 stycznia 2018 roku. 8 Stycznia, Rollins, Jordan wraz z Romanem Reignsem wzięli udział w six-man tag team matchu przeciwko Bálor Club (Finn Bálor, Luke Gallows, Karl Anderson) przegrywając pojedynek. W następnym tygodniu, Rollins zmierzył się z Finnem Bálorem w ramach rewanżu z SummerSlam i pokonując go po interwencji Jordana. W trakcie walki, Rollins użył swojego dawnego finishera Blackout (wcześniej znany jako Curb Stomp), pierwszy raz od 3 lat. Na Royal Rumble, wszrdł z numerem 18, lecz został wyeliminowany przez Reignsa. Chwilę po Royal Rumble matchu, Rollins i Jordan zostali pokonani przez The Bar tracąc pasy i kończąc ich panowanie po 34 dniach. Drużyna Jordana i Rollinsa została rozwiązana po kontuzji barku Jordana.
Mistrz Interkontynentalny (2018)

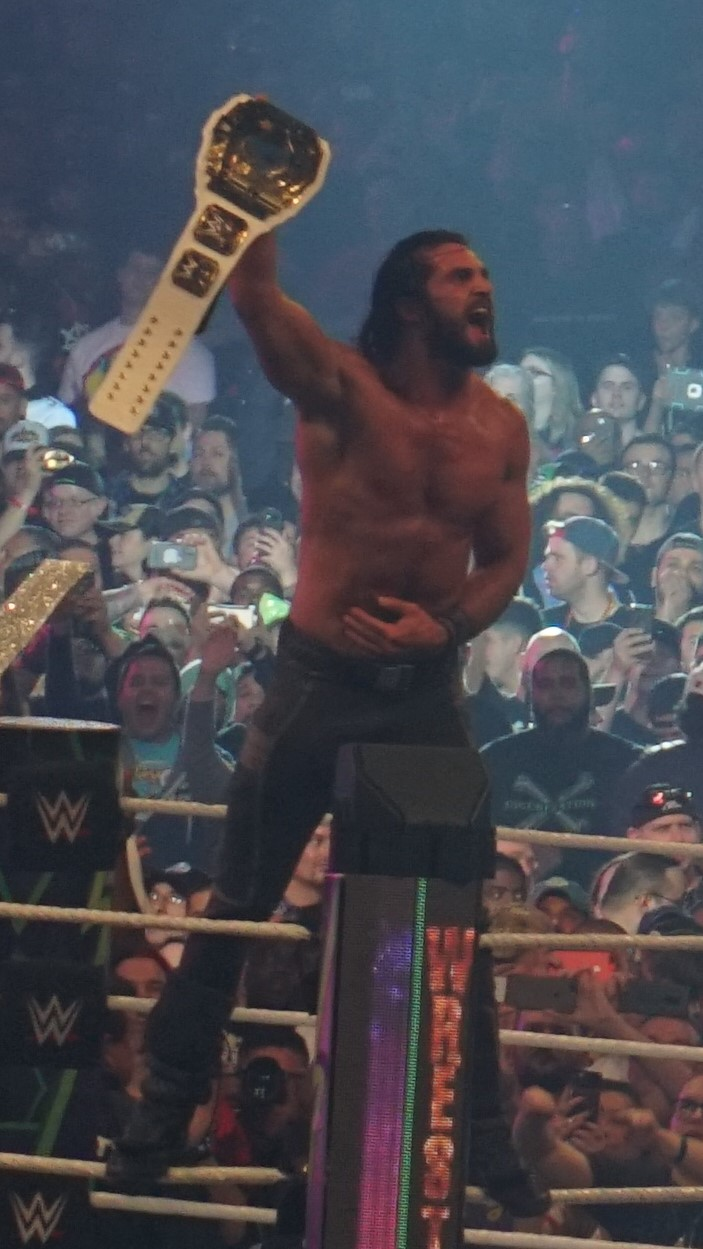
Rollins po wygranej Intercontinental Championship na WrestleMania 34

12 lutego, Rollins wziął udział w fatal five-way matchu pomiędzy, Finnem Bálorem, Apollo Crews, Bray Wyatt i Matt Hardy, który miał wyłonić ostatniego uczestnika Elimination Chamber matchu, który miał wyłonić pretendenta do tytułu Universal na Wrestlemanii 34. Mecz zakończył się remisem, gdy Rollins I Bálor razem przypięli Wyatta. Tym samym obaj zostali dodani do meczu. 19 lutego wziął udział w seven-man gauntlet matchu przeciwko Reignsowi, Cenie, Bálorowi, Eliasowi, The Mizowi i Strowmanowi. (Rollins pokonał Reignsa w pierwszym pojedynku, potem Cenę przed wyeliminowaniem przez Eliasa) będąc w tym meczu 1 godzinę i 5 minut. Był to najdłuższy występ zawodnika w całej historii występów zawodników na Raw. Na Elimination chamber, Rollins był 5 zawodnikiem wyeliminowanym przez Strowmana. Na Wrestlemanii 34, Seth zdobył WWE Intercontinental Championship w Triple Threat Matchu w starciu z The Mizem i Finnem Balorem i został 29. Triple Crown Championem i 18. Grand Slam Championionem w historii WWE. 27 kwietnia, Rollins obronił tytuł w meczu przeciwko, Samoa Joe, Bálor i The Miz w ladder matchu na WWE Greatest Royal Rumble. 3 dni później, Rollins pokonał Bálora broniąc tytuł. Na Backlash pokonał on The Miza ponownie broniąc tytułu. Po Backlash, Rollins bronił pasa w Open Challenge przeciwko Mojo Rawley i Kevin Owens, którzy na challlenge odpowiedzieli. Na Money in the Bank obronił pas w meczu przeciwko Elias. Rollins stracił pas na rzecz Dolpha Zigglera 18 czerwca na tygodniówce Raw. Tydzień później na czerwonej tygodniówce stoczył starcie rewanżowe o WWE Intercontinental Championship, jednak w walkę zainterweniował Drew McIntyre. Rollins wygrał ten pojedynek przez dyskwalifikację, ale nie zdobył mistrzostwa. Na Extreme Rules, Ziggler pokonał Rollinsa w 30 minutowym Iron Man matchu. 13 sierpnia na Raw powrócił Dean Ambrose, który pomógł Rollinsowi w ataku na McIntyre i Zigglera. Na SummerSlam pokonał Zigglera ponownie zdobywając mistrzostwo.
Następnej nocy, Ambrose i Rollins (w stroju The Shield i theme songu) weszli na arenę wspomagając Reignsa, który miał pojedynek z Balorem o pas WWE Universal Championship atakując Strowmana, który próbował wykorzystać walizkę na nim i wykonując triple powerbomb na stół komentatorski, ponownie reaktywując The Shield. Na Hell in a Cell, Rollins i Ambrose wzięli udział w meczu o pasy WWE Raw Tag Team Championship z nowymi mistrzami, McIntyre'em i Zigglerem w rezultacie przegrywając mecz. 24 września The Shield pierwszy raz od grudnia 2017 wzięli udział w 6-osobowym tag team matchu, gdzie zmierzyli się z Raw GM Baronem Corbinem i AOP, pokonując ich. Na WWE Super Show-Down, 6 października The Shield pokonali, Strowmana, Zigglera i McIntyre lepiej znanymi jako "The Dogs of War". 2 noce później, The Dogs of War pokonali w rewanżu The Shield. Po meczu zdenerwowany Ambrose odszedł od Reignsa i Rollinsa. 22 października na Raw po tym, jako Roman Reigns zrzekł się pasa Universala, ponieważ nastąpił powrót białaczki u niego. Dean Ambrose i Seth Rollins walczyli z Dolphem Zigglerem i Drew McIntyre'em o pasy Tag team, które wygrali, jednak po walce Ambrose zaatakował Rollinsa przechodząc heel turn i feud pomiędzy tą dwójką.
Wokół pasa Universal (2019)
Podczas TLC 2018 Rollins utracił Intercontinental Championship na rzecz swojego dawnego przyjaciela Deana Ambrose'a. Ich program był dalej kontynuowany. Do walki o pas Interkontynentalny doszło w trakcie Raw z 7 stycznia 2019 r. w stypulacji Falls Count Anywhere, jednak wskutek ingerencji Bobby'ego Lashleya Ambrose obronił pas. Tydzień później doszło do triple threat matchu pomiędzy tą trójką. Pas wygrał Lashley dzięki pomocy Lio Rusha. Rollins wystąpił w 30-osobowym Royal Rumble matchu, jako numer 10 i wygrał eliminując, jako ostatniego Brauna Strowmana. Jako swojego rywala na WrestleManię wybrał mistrza Universal Brocka Lesnara. Kilka dni później do ringu powrócił Roman Reigns i doszło do ostatniego powrotu The Shield, które na gali Fastlane pokonało Barona Corbina, Drew McIntyre'a oraz Bobby'ego Lashleya. Na WrestleManii Rollins pokonał Lesnara w walce o pas Universal i zdobył po raz pierwszy ten tytuł. Podczas swojego title reignu pokonał AJ Stylesa na Money in the Bank, Barona Corbina na SuperShowdown, Stomping Grounds oraz Extreme Rules, gdzie Rollins i Becky Lynch bronili swoich pasów WWE Universal oraz Raw Women's Championship w walce z Corbinem i Lacey Evans. Po walce do ringu wbiegł posiadacz walizki Money in the Bank Brock Lesnar i wykorzystał swój kontrakt. Na gali SummerSlam doszło do kolejnego pojedynku Rollinsa z Lesnarem, który wygrał Rollins zdobywając pas po raz drugi. Tytuł utracił na Crown Jewel w walce z 'The Fiend' Brayem Wyattem w stypulacji Falls Count Anywhere.

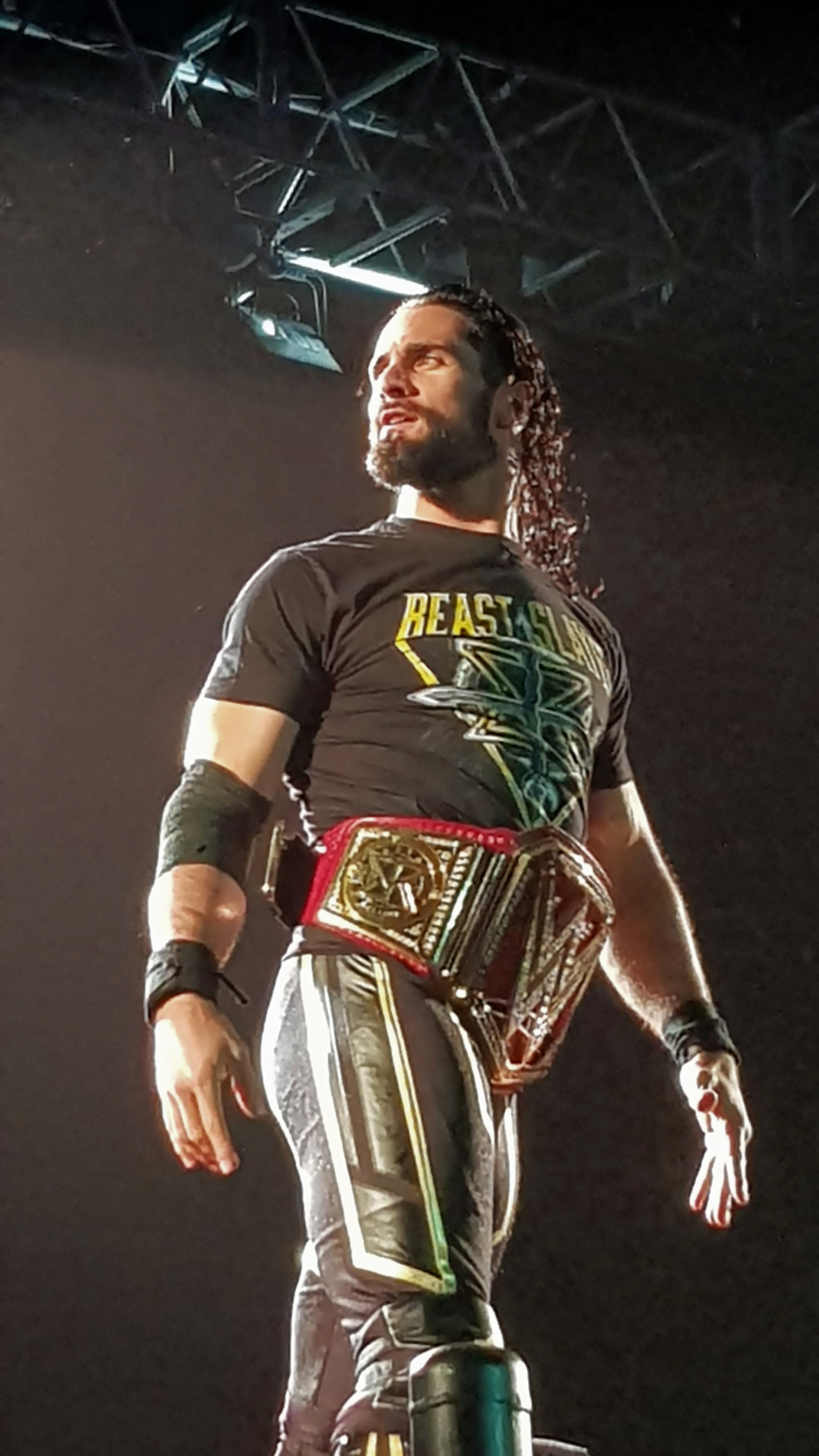
Rollins jako mistrz Universal w maju 2019

The Monday Night Messiah (2019-2020)
W listopadzie Rollins został wybrany jako kapitan Team Raw na Survivor Series, przeciwko Team SmackDown i Team NXT. Na gali drużyna SmackDown zwyciężyła w tradycyjnej walce 5 vs 5 Survivor Series. Następnie Rollins przeszedł heel turn i zaczął nazywać siebie "Monday Night Messiah" stwierdzając, że „poświęcił” swoich przeciwników dla „większego dobra”. Stworzył także frakcję z AOP (Akam i Rezar) i Buddy Murphy. Grupa atakowała takich zawodników, jak Rey Mysterio, Samoa Joe i Kevin Owens w ciągu następnych tygodni. Rollins wygrał Raw Tag Team Championship z Murphym 20 stycznia 2020 na odcinku Raw po pokonaniu The Viking Raiders (Erik i Ivar), stając się rekordowym sześciokrotnym mistrzem. Rollins wziął udział w meczu Royal Rumble 2020 jako ostatni uczestnik, ale został wyeliminowany przez ostatecznego zwycięzcę Drew McIntyre'a. Rollins i Murphy z powodzeniem obronili mistrzostwo tag teamu przeciwko The Street Profits (Angelo Dawkins i Montez Ford) na Super ShowDown 27 lutego, ale stracili tytuły do nich 2 marca na odcinku Raw. Rollins i Murphy nie zdołali odebrać mistrzostwa ze Street Profits w Elimination Chamber sześć dni później. Na WrestleMania 36 Rollins zmierzył się z Kevinem Owensem w meczu bez dyskwalifikacji, który Rollins przegrał. Po tym, Rollins rozpoczął rywalizację z Drew McIntyre o WWE Championship, prowadząc do meczu pomiędzy nimi na Money in the Bank w maju, które Rollins przegrał. Następnej nocy na Raw, Rollins zaatakował Rey Mysterio i zranił mu oko. 8 maja na Raw, Rollins zwerbował Austina Theory jako nowego członka swojej frakcji. Mysterio w końcu wrócił i wyzwał Rollinsa na "Eye for a Eye Match", gdzie jedynym sposobem na wygraną było wyrwanie gałki ocznej przeciwnika. Walka odbyła się na The Horror Show at Extreme Rules w dniu 19 lipca, gdzie Rollins zwyciężył po użyciu stalowych stopni na schodkach, aby usunąć oko Mysterio. W nadchodzących tygodniach syn Reya Mysterio, Dominik konfrontował się z Rollinsem w sprawie ataków na niego i jego ojca. Na SummerSlam, Rollins pokonał Dominika w Street Fight. Następnego wieczoru na Raw miał miejsce tag team match pomiędzy Rollinsem i Murphym przeciwko Reyowi i Dominikowi Mysterio na Payback. Na Payback, Rollins i Murphy zostali pokonani przez Reya i Dominika. 5 października na Raw, Murphy zaatakował Rollinsa po tym, jak odmówił przeproszenia go, kończąc tym samym ich sojusz. Następnie w ramach draftu Rollins został przeniesiony na SmackDown. Na odcinku SmackDown 20 listopada, Rollins został pokonany przez Murphy'ego, tym samym kończąc ich program. Na Survivor Series Rollins był częścią drużyny SmackDown i odpadł, jako pierwszy "poświęcając samego siebie".
Wizjoner (2021-)
Wrócił podczas Royal Rumble 2021, a następnie na SmackDown rozpoczął feud z Cesaro. Zmienił przy tym nieco swój gimmick, ponieważ nie nazywał się już mesjaszem, tylko chciał aby wszyscy przyjęli jego wizję. Na Fastlane pokonał on byłego tag team partnera Cesaro – Shinsuke Nakamurę. Cesaro wyzwał Rollinsa do walki na WrestleManii 37, z której zwycięsko wyszedł Szwajcar wygrywając swoją pierwszą solową walkę na najważniejszej gali w roku. Na tym jednak ta rywalizacja się nie skończyła, ponieważ na SmackDown Rollins zainterweniował podczas walki Cesaro z Jeyem Uso, doprowadzając do dyskwalifikacji. Ostatecznie Rollins wygrał rywalizację z Cesaro pokonując go na Hell In A Cell oraz później na SmackDown w walce kwalifikacyjnej do Money in the Bank Ladder matchu. Rollins mimo bycia jednym z faworytów nie ściągnął walizki. Zainterweniował on dwukrotnie podczas walki wieczoru o mistrzostwo Universal, przez co Edge nie zdołał zdobyć tytułu głównego SmackDown. Jego rywalizacja z Edge'em trwała przez kolejne tygodniówki. Podczas SmackDown z 6 sierpnia Edge wyzwał Rollinsa do walki na SummerSlam, które Rollins przyjął. Na samej gali Rollins skupiał się na szyi Edge'a chcąc zakończyć jego karierę, jednak nie udało mu się wykonać jego firmowej akcji The Stomp. Ostatecznie uległ Kanadyjczykowi po Sleeper Holdzie.
W ramach Draftu 2021 Rollins został przeniesiony na Raw. 8 października na odcinku Smackdown Edge zażądał między nimi walki typu Hell in a Cell, który został oficjalnie potwierdzony na Crown Jewel.  Rollins przegrał walkę i tym samym ich rywalizacja dobiegła końca. Na Survivor Series Rollins wziął udział w tradycyjnej walce Survivor Series 5 na 5  i wygrał go jako jedyny ocalały po wyeliminowaniu Jeffa Hardy'ego. 25 października na Raw, Rollins pokonał Finna Bálora, Kevina Owensa i Reya Mysterio w fatal four-way ladder matchu i stał się pretendentem numer jeden do WWE Championship przeciwko Big E. Jednak w następnych tygodniach na Raw, Kevin Owens i Bobby Lashley również zostali dodani do WWE Championship matchu, który miał odbyć się na gali Day 1. Na gali Rollinsowi nie udało się zdobyć tytułu, ponieważ Brock Lesnar również został dodany do walki i zdobył tytuł. Na Monday Night Raw 3 stycznia odbył się Fatal 4-Way match z udziałem Rollinsa, Owensa, Big E'go i Bobby'ego Lashleya o miano pretendenta do pasa WWE na gali Royal Rumble, który wygrał Lashley.
Na Royal Rumble zmierzył się z Romanem Reignsem o Universal Championship, którą wygrał przez dyskwalifikację, ponieważ Reigns nie puścił submissiona mimo tego, że Rollins złapał się lin. Zgodnie z zasadami Reigns zachował tytuł. Na Elimination Chamber Rollins wziął udział w walce o pas WWE, jednak nie udało mu się zdobyć tytułu. W następnych tygodniach Rollins próbował znaleźć dla siebie miejsce na WrestleManii 38, jednak bezskutecznie. Tydzień przed galą do swojego biura zaprosił go Vince McMahon, który powiedział, że Rollins zawalczy na WrestleManii, a swojego przeciwnika pozna już na samej gali. Tajemniczym rywalem Rollinsa okazał się powracający do WWE po 6 latach Cody Rhodes, który pokonał Rollinsa. Rywalizacja ta była kontynuowana i podczas WrestleMania Backlash doszło do ich drugiego pojedynku, gdzie ponownie wygrał Rhodes, tym razem po roll-upie. Doprowadziło to do kolejnej, trzeciej walki, tym razem w klatce Hell In A Cell. I tym razem lepszy okazał się "The American Nightmare". Dzień później na Raw Rollins zaatakował Rhodesa doprowadzając do jego kontuzji. Rollins wziął udział w męskim Money in The Bank Ladder Matchu, ale walizkę ściągnął dodany w ostatniej chwili do walki Theory. Na SummerSlam miał walczyć z Riddlem, ale walka została odwołana wskutek kontuzji tego drugiego.

## Styl walki i sukcesy
SUKCESY:
- WWE Championship (2 razy)
- WWE Universal Championship (2 razy)
- WWE World Heavyweight Championship (1 raz)
- NXT Championship (1 raz)
- WWE Intercontinental Championship (2 razy)
- WWE United States Championship (2 razy)
- WWE Raw Tag Team Championship (6): Roman Reigns (1), Dean Ambrose (2), Jason Jordan (1), Braun Strowman (1), Buddy Murphy (1)
- Money in the Bank (2014)
- Royal Rumble (2019)

### Akcje firmowe
- Phoenix Splash
- Sling blade
- Superkick
- Frog Splash
- Springboard Clothesline
- Springboard Knee Strike
- Suicide Dive
- Superplex with Falcon Arrow
- Running Shooting Star Press
- Snap Single Underhook Facebuster
- Buckle Bomb
- Middle Rope Blockbuster
- Small Package Driver
- Pedigree
- Inverted Phoenix Splash
- Powerbomb
- Diving Elbow Drop

### Akcje kończące
- Ripcord Knee
- Curb Stomp

## Wejściowe motywy
- Haste the Day – "American Love"
- War of Ages – "Battle On"
- Walls of Jericho – "The Haunted"
- Blues Saraceno – "Flesh It Out"
- Jim Johnston – "Special Op" (gdy był członkiem The Shield)
- CFO$ – "The Second Coming" (jako The Architect)
- CFO$ – "The Rising" (jako Monday Night Messiah)
- def rebel – "Visionary" (obecna)